# Vejcožrout
Vejcožrout (Dasypeltis) je rod hadů z čeledi užovkovitých, vyskytující se v Africe. Jsou to úzcí potravní specialisté: živí se výhradně vejci plazů a ptáků.
Vejcožrouti dorůstají délky až jednoho metru, mají štíhlé tělo a poměrně malou hlavu. Bývají tmavě zbarvení, některé druhy mají na hřbetě výraznou kresbu napodobující zmije (batesovské mimikry). Vedou noční způsob života, zdržují se převážně ve větvích stromů. Jemným čichem vyhledávají vejce v hnízdech a rozeznávají přes skořápku čerstvá od zkažených. Jsou anatomicky uzpůsobeni k polykání vajec: čelisti jsou uloženy v jamkách velmi volně, takže se mohou roztáhnout doširoka a uchopit předmět o větším průměru než má hlava, hadi navíc nemají zuby a jejich tlama je pokryta drobnými rýhami, aby vejce neklouzalo. Obratle jsou opatřeny ostrými výrůstky, které rozdrtí skořápku, obsah vyteče do žaludku a skořápku had vyvrhne. Metabolismus vejcožroutů je adaptován na sezónní dostupnost potravy, takže vydrží bez jídla řadu měsíců.
Vejcožrouti jsou pro člověka neškodní a bývají často chováni v zajetí. Podávají se jim křepelčí vajíčka, protože slepičí jsou pro ně příliš velká.

## Seznam druhů
- Dasypeltis scabra — vejcožrout africký
- Dasypeltis atra — vejcožrout černý
- Dasypeltis fasciata — vejcožrout pruhovaný
- Dasypeltis medici — vejcožrout rezavý
- Dasypeltis abyssina
- Dasypeltis confusa
- Dasypeltis gansi
- Dasypeltis inornata
- Dasypeltis latericia
- Dasypeltis parascabra
- Dasypeltis sahelensis

V pralesích Přední Indie žije příbuzný druh Elachistodon westermanni.